# ۱۲۳۵ (خورشیدی)
۱۲۳۵ هزار و دویست و سی و پنجمین سال هجری خورشیدی است.

## رویدادها
۱۳ اسفند - امضای معاهده پاریس (۱۸۵۷) میان ایران و بریتانیا و جدایی هرات از ایران

## زادگان
- میرزا محمود خان بروجردی: پزشک دربار مظفرالدین‌شاه قاجار.
- کامران میرزا: شاهزاده قاجاری و فرزند ناصرالدین‌شاه قاجار.

## درگذشتگان
1. ↑  Roumeliotis, Stefanos; Roumeliotis, Athanasios; Georgianos, Panagiotis I.; Thodis, Elias; Schurgers, Leon J.; Maresz, Katarzyna; Eleftheriadis, Theodoros; Dounousi, Evangelia; Tripepi, Giovanni (2022-08-17). "VItamin K In PEritonial DIAlysis (VIKIPEDIA): Rationale and study protocol for a randomized controlled trial". PLOS ONE. 17 (8): e0273102. doi:10.1371/journal.pone.0273102. ISSN 1932-6203.